# Triadi gallesi
Le Triadi gallesi (in gallese Trioedd Ynys Prydein, lett. "Triadi dell'isola di Britannia") sono un gruppo di testi tra di loro collegati, che si trovano in diversi manoscritti e che riportano frammenti del folclore e della mitologia gallese, nonché della storia tradizionale del Paese, in gruppi da tre.

## Contenuto
I testi contengono riferimenti a re Artù e altre figure semi-storiche della Britannia post-romana, come Brân il Benedetto e Alano IV di Bretagna; e anche figure ancora più antiche come Cassivellauno e Carataco.
Alcune triadi si limitano ad accostare figure che hanno tratti in comune, mentre altre includono spiegazioni narrative. È probabile che la triade nascesse nell'ambito della poesia orale dei bardi gallesi, che la utilizzavano per comporre i loro versi e che in seguito divenne un importante strumento retorico per la letteratura gallese. Ad esempio, il racconto medioevale Culhwch e Olwen ha preso prestiti da molte triadi.